# Шлягоров потік
Шлягоров потік (словац. Šľahorov potok) — річка в Чехії і Словаччині, права притока Чернянки, протікає в округах Фридек-Містек і Чадця.
Довжина приблизно 6.8 км — з того 3.4 км територією Словаччини. Витік знаходиться в масиві Моравсько-Сілезькі Бескиди на схилі гори Скалка на висоті близько 750 метрів. Протікає територією сіл Мости-у-Яблункова і Сврчіновец.
Впадає у Чернянку на висоті приблизно 400—410 метрів.